# ワイルド・ハニー・パイ
「ワイルド・ハニー・パイ」（Wild Honey Pie）は、ビートルズの楽曲である。1968年に発売された9作目のイギリス盤公式オリジナル・アルバム『ザ・ビートルズ』に収録された。レノン＝マッカートニー名義となっているが、実質的にはポール・マッカートニーによって書かれた楽曲。マッカートニーがマルチトラック・レコーダーの特性を生かし、すべての楽器を自身で演奏して録音した楽曲。歌詞の内容は、「Honey Pie」と数回繰り返した後、最後に「I love you（愛してるよ！）」と叫んで締めるというもの。そのためか歌詞カードには「レボリューション9」と同様に歌詞が掲載されておらず、対訳も割愛されている。

## レコーディング
「ワイルド・ハニー・パイ」のレコーディングは、1968年8月20日にEMIレコーディング・スタジオのスタジオ2で行われた。レコーディングは、「マザー・ネイチャーズ・サン」の2回目のセッション終了後に続けて行われたため、演奏に参加したのは「マザー・ネイチャーズ・サン」と同様にマッカートニーのみとなっている。なお、本作のレコーディングの前には、未発表曲「エトセトラ」もレコーディングされた。
マッカートニーは、本作のレコーディングについて「僕らは実験モードに入っていたから、「ちょっとやってみてもいいかな？」と言った。まずはギターから始めて、コントロール・ルームだったか隣の小部屋で、マルチトラックの実験を始めた。大がかりなところなんてまったくなくて、すごく手作りっぽい感じだった。弦にヴィブラートをいっぱいかけて、彫刻みたいに作っていった。イカれたみたいに弦を引っぱってね。だから『ワイルド・ハニー・パイ』という名前なんだけど、これは僕が書いた『ハニー・パイ』からの引用だった」と振り返っている。
4トラック・レコーダーのトラック1と2にはアコースティック・ギターを弾きながら、フットペダルでバスドラムを叩きながら歌う声、トラック3にシンコペーションを効かせたタムを叩く音、トラック4に別のボーカル・パートが録音された。なお、2種類のアコースティック・ギターのうち、片方の音はテープのスピードを僅かに変動させたことから、音にふらつきが生じている。

## リリース・評価
「ワイルド・ハニー・パイ」は、1968年11月22日にアップル・レコードから発売されたオリジナル・アルバム『ザ・ビートルズ』のA面5曲目に収録された。当初本作はアルバムから除外される予定となっていたが、ジョージ・ハリスンの当時の妻パティ・ボイドが大変気に入ったことから収録されることとなった。
ジャーナリストのデイビット・クヴァンティックは、アルバム『ザ・ビートルズ』に関連した著書の中で、本作について「まさに劣っている楽曲」と書いている。一方で『ローリング・ストーン』誌のヤン・ウェナーは「サイケデリック・ミュージックとそれに結びつく様式に敬意を表している」と評している。
2003年に『スタイラス・マガジン』誌が発表した「Top Ten Filler Tracks」で第1位を獲得し、2018年に『インデペンデント』誌のジェイコブ・ストルワーシーは、アルバム『ザ・ビートルズ』収録曲を対象としたランキングで、本作を最下位にあたる30位に挙げた。本作について、ストルワーシーは「ありがたいことに、ビートルズで最も短い楽曲の1つ」と評している。

## クレジット
※出典
- ポール・マッカートニー - リード・ボーカル、バッキング・ボーカル[3]、アコースティック・ギター、バスドラム、パーカッション

## カバー・バージョン
- フィッシュ - 1994年10月31日にニューヨークで開催されたアルバム『ザ・ビートルズ』に収録の全曲をカバーするライブで演奏。このライブでの演奏は、2002年に発売された4枚組のライブ・アルバム『LIVE PHISH 13　10.31.94』で音源化された[12]。
- ピクシーズ - 1995年に発売されたアルバム『Rough Diamonds』に収録[13]。